# Scarabaeus aegyptiorum
Scarabaeus aegyptiorum es una especie de escarabajo del género Scarabaeus, familia Scarabaeidae. Fue descrita científicamente por Latreille en 1823.
Habita en región afrotropical (Egipto, Sinar, Etiopía, Somalia, Eritrea, Kenia y Tanzania).